# Bischofroda
Bischofroda est une commune allemande de l'arrondissement de Wartburg, Land de Thuringe.

## Géographie
Bischofroda se situe dans la vallée de la Lauterbach, à l'ouest dans le parc national de Hainich.
|          | Lauterbach  | Mülverstedt           |
|          | Bischofroda |                       |
| Eisenach |             | Berka vor dem Hainich |

## Histoire
Bischofroda est mentionné pour la première fois en 1104. Ce nom vient de l'archevêque de Mayence Ruthard qui donne le village au prieuré de Zella.
Le château est érigé en 1752.